# 帕拉达姆
帕拉达姆（Palladam），是印度泰米尔纳德邦Coimbatore县的一个城镇。总人口29145（2001年）。

## 人口
该地2001年总人口29145人，其中男性14749人，女性14396人；0—6岁人口3191人，其中男1583人，女1608人；识字率72.55%，其中男性为79.99%，女性为64.94%。